# Ponte Gobbo

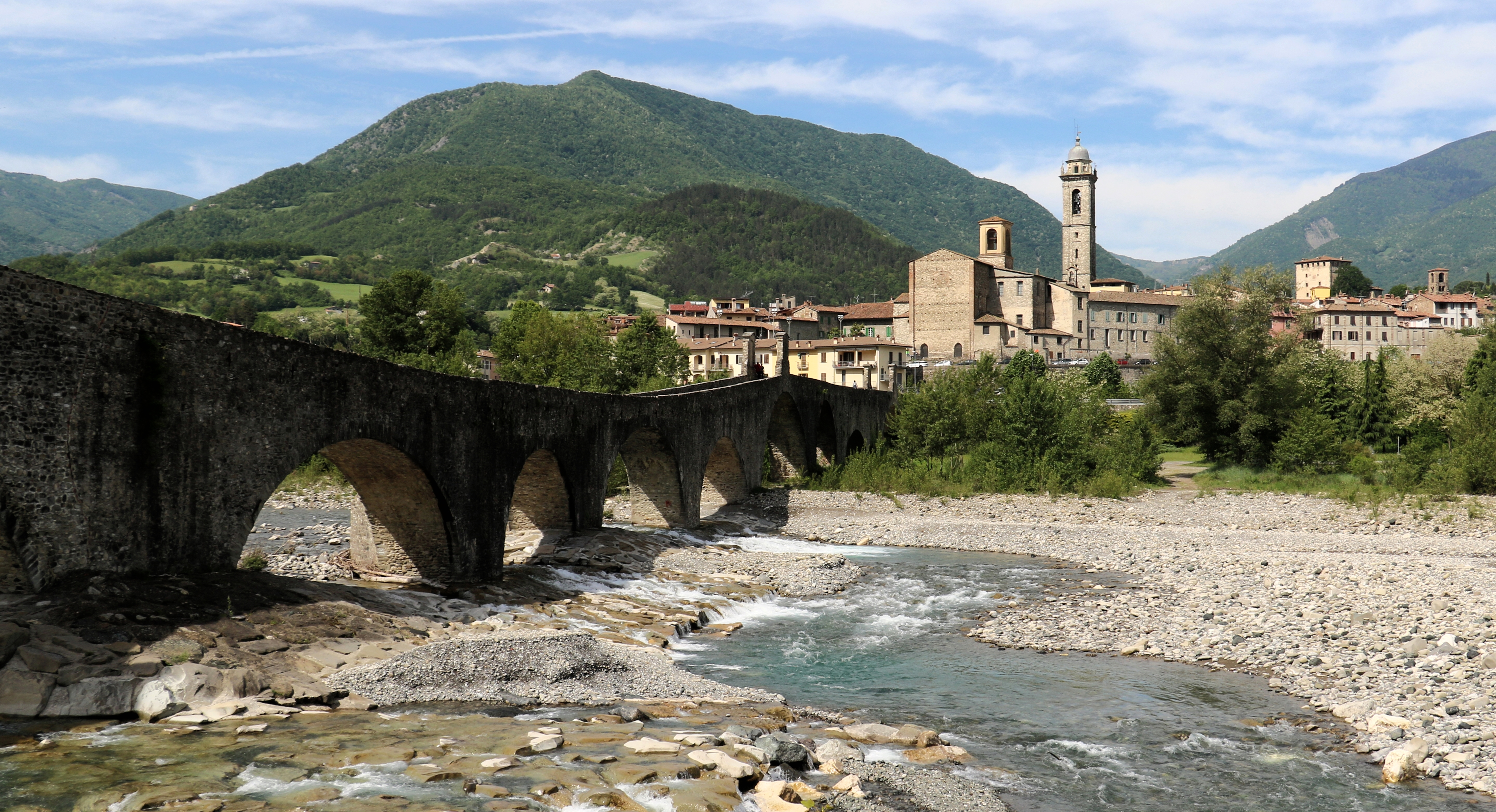
Der Ponte Gobbo in der norditalienischen Stadt Bobbio

Der Ponte Gobbo (auch bekannt als Ponte Vecchio oder Ponte del Diavolo) ist eine historische Bogenbrücke in der italienischen Stadt Bobbio, Provinz Piacenza, die den Fluss Trebbia überspannt.
Die Brücke wurde im 7. Jahrhundert von Mönchen des nahen Klosters San Colombano auf den Fundamenten einer römischen Vorgängerbrücke errichtet. Häufige verheerende Überschwemmungen verursachten im Verlauf der Jahrhunderte oft schwere Schäden und zwangen zu ständigen Erneuerungen und Verbesserungen an der Brücke. Ursprünglich mit einem großen Hauptbogen und drei weiteren kleinen Bögen errichtet, musste die Brücke im 17. Jahrhundert aufgrund der starken Erosion am Flussbett auf insgesamt elf Bögen erweitert werden. Die Brückentafel folgt dem Höhenverlauf der unterschiedlichen Bögen und verleiht so der Brücke ihr schwungvolles Erscheinungsbild.